# Мацумото Юкіхіро
Юкіхіро Мацумото (яп. 松本行弘, частіше яп. まつもとゆきひろ, він же Matz, нар. 14 квітня 1965, Осака, Японія) — японський вчений і програміст, найбільш відомий як головний розробник мови програмування Ruby та її реалізації Matz's Ruby Interpreter (MRI).
В інтерв'ю «Japan Inc.» він розповів, що сам навчився програмувати ще до закінчення школи. Він закінчив університет міста Цукуба, де він займався дослідженням мов програмування і компіляторів. З 2006 року очолює відділ досліджень і розробок Network Applied Communication Laboratory, японський системний інтегратор вільного ПЗ.

## Життєпис
Жив у США, де його батько отримав стипендію на навчання в університеті Небраски, завдяки чому зміг уникнути інтернування.
З 2011 року Мацумото є головним архітектором Ruby в Heroku, онлайн платформи з Сан-Франциско. Він є членом технологічного інституту Rakuten, науково-дослідної організації в Rakuten Inc. Юкіхіро є членом Церкви Ісуса Христа Святих останніх днів і займається місіонерською діяльністю. Він одружений і має чотирьох дітей.

## Галерея

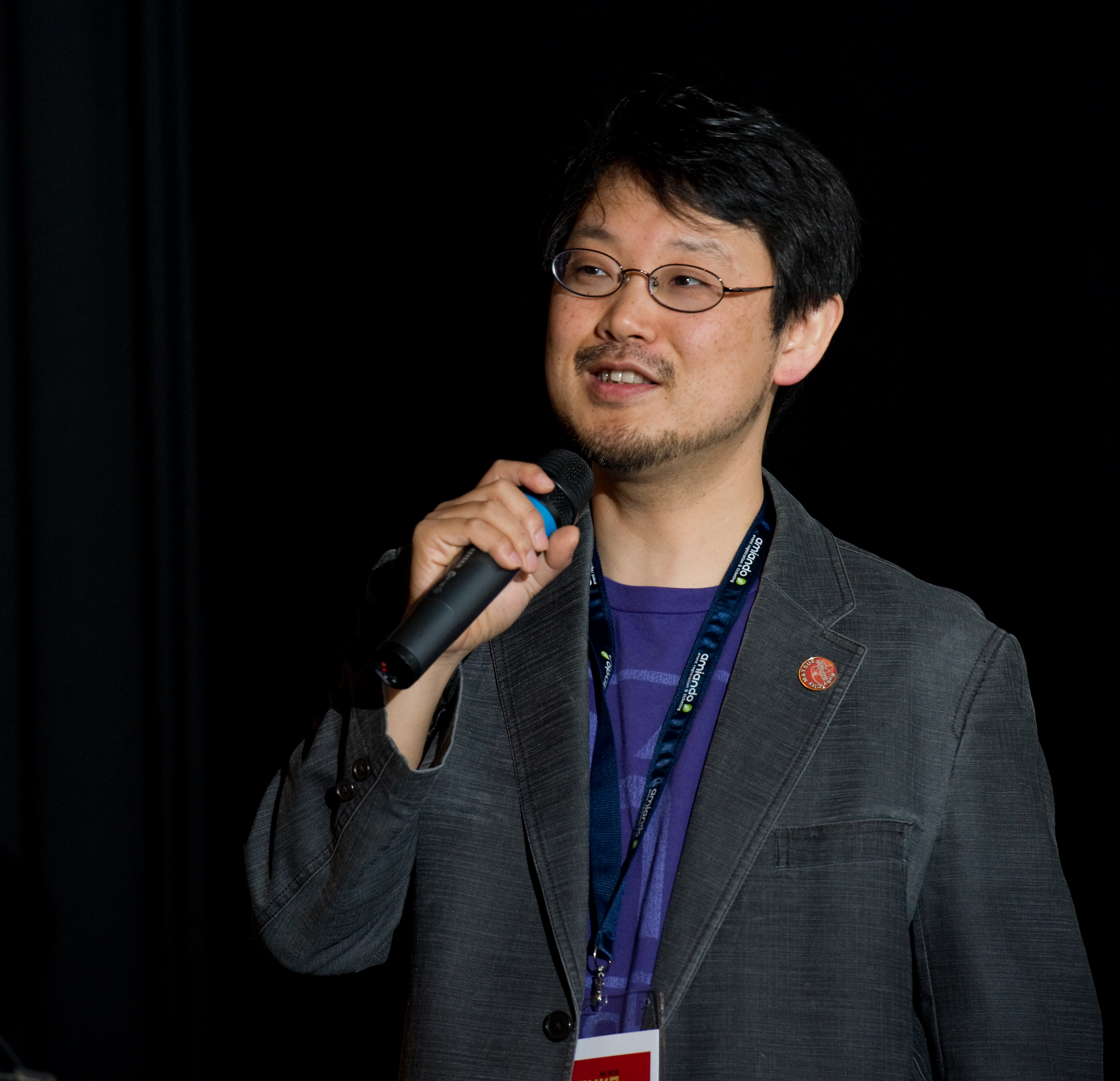
Мацумото у 2011 році